# Мануел Норијега
Мануел Антонио Норијега Морено (шп. Manuel Antonio Noriega Moreno; 11. фебруара 1934 — 29. мај 2017) био је генерал и војни диктатор Панаме од 1983. до 1989. године.
Норијега је од краја 1950их био сарадник ЦИА-е. Власт је преузео 1983. и био је један од најважнијих америчких савезника све до Америчке инвазије Панаме 1989. године када су га се Сједињене Државе одрекле због оптужби за трговину дрогом и прање новца. Норијега је заробљен у акцији и пребачен у САД. Суђено му је 1992, а своју казну је одлежао 2007. године. САД су га испоручиле Француској 27. априла 2010. године да би му се и тамо судило за прање новца.
Спомиње се у једном делу песме Ултра, мега, гига, риба коју пева Тап 011.

## Биографија
Норијега је рођен у Панама Ситију 11. фебруара 1934. године. Определио се за каријеру професионалног војника. Највећи део образовања добио је у перуанској Војној школи Хориолос у Лими. Такође је прошао обуку из обавештајног и контраобавештајног рада у Школи Америка у Форт Галику 1967, као и курс психолошких операција у Форт Брагу, Северна Каролина. Промовисан је у припадника Панамске националне граде 1967, а у чин поручника је унапређен 1968. Тврди се да је био војничке завере да се уклони са власти Арнулфо Аријас, мада по Норијеги, ни он ни његов ментор Омар Торихос нису били умешани. У борби за власт након која је уследила, укључујући и неуспели пуч из 1969, Норијега је подржавао Торихоса. Торијос га је унапредио у чин потпуковника и поставио за шефа војне обавештајне службе.
Омара Торихоса је на месту команданта Панамске националне гарде наследио Флоренсио Флорес Агилар. Њега је следеће године наследио Рубен Дарио Паредес, а Норијега је постао шеф штаба. Паредес је поднео оставку на то место како би се кандидовао за председника и именовао Норијегу за свог наследника.

### Сарадња са ЦИА-ом
Иако Норијега није био уговором повезан са ЦИА-ом до 1967, Норијега је сарађивао са њом од краја 1950их до 1989, а на њеном платном списку је био до 5. фебруара 1988, када је служба за борбу против трговину наркотицима подигла оптужнице против њега.
Године 1988. сенатски подкомитет за тероризам, наркотике и међународне операције закључила да „сага о панамском генералу Мануелу Антонију Норијеги представља један од највећих спољнополитичких промашаја за Сједињене Државе. Током 1970их и 1980их, Норијега је успевао да манипулише америчком политиком према својој земљеи, док је у исто време вешто гомилао скоро апсолутну власт у Панами. Јасно је да је свака агенција владе САД која је била повезана са Норијегом зажмурила на његову корупцију и трговину дрогом, иако је он постајао кључни играч у корист картела из Медељина (чији је један члан био познати колумбијски нарко бос Пабло Ескобар)“. Норијеги је било дозвољено „да успостави прву наркоклептократију на овој хемисфери“.

### Де факто владар Панаме
Норијега је учврстио свој положај де факто владара у августу 1983. када је унапредио себе у чин генерала. Пружио је Сједињеним Државама нове повластице, и, упркос споразумима о Панамском каналу, дозволио је САД да успоставе станице за прислушкивање у Панами. Помагао је проамеричке герилце у Никарагви као посредник у слању америчког нова и оружја по неким тврдњама. Међутим, Норијега тврди да је његов став у том периоду био неутралан, пошто је допуштао герилцима са обе стране слободан пролаз кроз Панаму, под условом да не користе Панаму као базу за војне операције.
Скупштина Панаме је именовала Норијегу за „главног извршног официра“ владе, формализујући стање које је постојало већ 6 година. У октобру 1984. Норијега је дозволио прве председниче изборе у последњих 16 година. Када су почетни резултати показивали да ће бивши председник Арнулфо Аријас забележити победу, Норијега је зауставио пребројавање. Влада је касније издала саопштење у којем стоји да је кандидат Демокрастке револуционарне партије Николас Ардито Бартлета Валарион освојио тесну већину од 1.713 гласова. Независне процене су говориле да би Аријас победио са разликом од 50.000 гласова да су избори спроведени регуларно.
Отприлике у исто време, Хуго Спадафора, један од најгласнијих критичара Норијеге који је живео у иностранству, је оптужио Норијегу да је умешан у трговину дрогом и да намерава да се врати у Панаму да би му се супротставио. Спадафора је отет из аутобуса на костариканској граници. Касније је пронађено његово обезглављено тело, са знацима тешког мучења, умотано у поштанску врећу. Његова породица и друге групе су затражили истрагу убиства, али је Норијега одбио сваки покушај истраге. Он је у време убиства био у Паризу, за које је оптуживан командант покрајине Чирикај, Луис Кордоба. Снимљен је разговор између Норијеге (из Париза) и Кордобе:
- Кордоба: „Имамо бесног пса“.
- Норијега: „А шта неко ради са псом који има беснило?“[4]

Председник Панаме Бартлета је у то време био у посети Њујорку. Један новинар му је поставио питање о Спадафорином убиству и он је обећао истрагу. Након повратка у Панаму, позван је у штаб панамске војске и наређено му је да поднесе оставку. Као пријатељ и бивши студент Џорџа Шулца, Бартлету су САД сматрале недодирљивим, а његова оставка је била прекретница у односима САД и Норијеге.

### Избори 1989. године
Изборе 1989. године пратиле су контроверзе. Коалиција предвођена Демократском револуционарном партијом је номиновала Карлоса Дукуа, издавача најстаријих новина у држави, „Ла Естреља де Панама“. Већина осталих партија се уједило око Гиљерма Ендаре, члана Аријасове Партија Панамаца, уз кандидате уа потпредседника Рикарда Аријаса Калдерона и Гиљерма Форма.

### Америчка инвазија Панаме
САД су увеле Панами економске санкције, а односи између америчке војске стациониране у зони Панамског канала и Норијегиних трупа су се погоршали. Дана 15. децембра 1989. у скупштини Панаме констатовано је да су Сједињене Државе и Панама у стању рата. Норијега је касније тврдио да ова изјава се односи на америчке акције против Панаме и да не представљају објаву рата. Америчка војска је наставила да несметано врши маневре и операције као што су операција Пешчана бува и операција Пурпурна олуја. Америчко акције су биле оправдаване споразумом о Панамском каналу из 1980. између Торихоса и Џимија Картера, који је гарантовао америчким војницима слободан пролаз у случају одбране Панамског канала. Панама је ово видела као кршење уговора.
Са друге стране, и Норијегине снаге су заустављале америчке војнике и цивиле. Три инцидента која су се догодила непосредно пред почетак инвазије је споменуо амерички председник Џорџ Буш као разлоге за операцију.
У инциденту који се одиграо 16. децембра, четворо америчких војника је заустављено у граду Панами. Амерички секретаријат одбране је тврдио да су војници били ненаоружани и у цивилном возилу и да су покушали да побегну тек када су њихово возило опколили цивили и панамски војници. У том инциденту је убијено један амерички маринац. Панамска војска је тврдила да су Амерички војници били наоружани и да су били извиђачкој мисији.
Америчка инвазија Панаме је покренута 20. децембра 1989. године. Губици на америчкој страни су били 24 погинула војника и три цивила, док број панамских губитака није утврђен. Генерална скупштина Уједињених нација је већином од 75:20 уз 40 уздржаних осудила инвазију као кршење међународног права.
Норијега је побегао током инвазије и за њим је покренута потера. Претио је да ће покренути герилски рат ако му ватикански нунциј не пружи уточиште. Откривено је да се Норијега сакрио у ватиканску амбасаду у Панами. Предао се 3. јануара 1990. Задржан је као ратни заробљеник и касније је пребачен у Сједињене Државе.

### Суђење и смрт
Суђење је одржано пред окружним судом у Мајамију. Норијега је осуђен по осам тачака за трговину дрогом, рекетирање и прање новца.
На суђењу Норијега је покушао да се одбрани представљајући криминална дела за које је оптужен као део рада за Цију. Влада САД није дозволила било какво обелодањивање разлога зашто су Сједињене Државе плаћале Норијегу јер је ова информација проглашена тајном и њено откривање би било против интереса САД. На преелиминаторном саслушању, влада је изјавила да је Норијега добио 320.000 долара од америчке војске и Ције, док је Норијега инсистирао да је „стварна сума близу 10.000.000 долара и да би му било потребно дозволити да открије задатке које је вршио за САД“. Окружни суд је заузео став да је информација о садржају тајних мисија у којима је Норијега учествовао у замену за наводне исплате било ирелевантно за његову одбрану. Суд је пресудио да би представљање доказа о Норијегиној улози у Цији „збунило пороту“.
Норијега је осуђен на 40 година затвора, али на крају је одслужио 17 након смањења казне због доброг понашања. Након одслужене казне у САД, Норијега је 2010. године изручен Француској, гдје је осуђен на 7 година затвора због прања новца. Француска га је након тога изручила Панами, гдје је затворен и осуђен на 20 година робије због злочина почињених током његове владавине.
Године 2017. пуштен је из затвора и стављен у кућни притвор да би се припремио за операцију након што је откривено да има тумор на мозгу. Норијега је умро 29. маја 2017. у 84. години живота након крварења у мозгу приликом операције на отклањању тумора.